# 尚皮
尚皮（法語：Champis）是法国阿尔代什省的一个市镇，属于罗讷河畔图尔农区（Tournon-sur-Rhône）圣佩赖县（Saint-Péray）。该市镇2009年时的人口为623人。

## 人口
尚皮人口变化图示
| 数据来源：INSEE |